# Geneviève Bujold
Geneviève Bujold, född 1 juli 1942 i Montréal i Québec, är en kanadensisk skådespelare.
Bujold är dotter till en fransk-kanadensisk busschaufför. Hon fick sin skolutbildning vid en konventskola samt vid Conservatoire d'art dramatique de Montréal. Hon gjorde scendebut i den kanadensiska uppsättningen av Barberaren i Sevilla och fick sin första filmroll 1964 i The Adolescents. Under ett besök i Europa valdes hon av regissören Alain Resnais att spela mot Yves Montand i Kriget är slut. Hon gjorde sedan karriär i Frankrike innan hon blev internationellt känd i rollen som Anne Boleyn i De tusen dagarnas drottning, för vilken hon Oscarnominerades.
Hennes sätt att spela utmärks av värme och känslighet. 

## Filmografi i urval
- 1964 – The Adolescents
- 1966 – Kungen kommer tillbaka
- 1966 – Kriget är slut
- 1969 – De tusen dagarnas drottning
- 1974 – Jordbävningen
- 1978 – Koma[8]
- 1979 – En studie i skräck
- 1984 – Tightrope
- 1988 – Dubbelgångare
- 1999 – Eye of the Beholder
- 2009 – The Trotsky